# Willa Cather
Wilella Sibert Cather (Black Creek Valley, Virginia, 7 de diciembre de 1873-Nueva York, 24 de abril de 1947), más conocida con el nombre de Willa Cather, fue una escritora estadounidense de novelas y de relatos. En 1923 ganó el Premio Pulitzer de Ficción por Uno de los nuestros (1922), una novela ambientada en la Primera Guerra Mundial. Su obra maestra es Mi Ántonia (1918). También se la conoce por su lucha por la igualdad de género y su defensa de la diversidad racial. Otros resaltan su aprecio a la iglesia católica por su fusión de culturas.

## Biografía
Cuando Cather tenía nueve años su padre trasladó a toda la familia a un rancho cerca de Red Cloud, un pueblo en Nebraska de unos 2500 habitantes, por lo que conoció la dura vida de los pioneros.Empeñada en llamarse Willie, en recuerdo de su pariente ilustre William Sibert Boak, acabó firmando Willa.Estudió en la Universidad de Nebraska, donde mantuvo una relación amorosa con Louise Pound.
Al graduarse en 1895, se instaló en Pittsburg, donde trabajó como periodista para el The Home Monthly. En 1901, dejó el trabajo para dar clases de Latín y Griego en una escuela de secundaria. Tras el periodismo y la enseñanza, y habiendo mediado un viaje a Francia, decidió dedicarse por completo a la literatura. Se estableció en la ciudad de Nueva York con su compañera sentimental Edith Lewis, con la que convivió durante 39 años hasta su muerte en 1947.
Se hizo famosa por sus novelas en las que retrata la vida cotidiana de personajes ordinarios de los Estados Unidos; empleaba, para ello, un lenguaje igualmente cotidiano. Su obra refleja al inicio una fuerte influencia del novelista Henry James, aunque más tarde encontró una expresión personal para centrarse en la descripción de Nebraska, lugar en el que vivió con su familia desde los nueve años, logrando el éxito entre la crítica y el público. También publicó relatos breves y ensayos literarios. Escribió para diarios como el Home Monthly o The New York Times.
En obras como La muerte llega al arzobispo (1927) y Una mujer perdida (1923), con gran nostalgia por lo antiguo y tradicional, más que el reflejo de la época busca un modelo ético para sí misma. En su lírica, elegíaca, como la de Edward Estlin Cummings, pervive el arte de reanimar la naturaleza de Emily Dickinson y actualiza los días juveniles, ávidos de progreso, de Thoreau, Emerson y Whitman al áspero momento presente de humo, acero y guerra.
Como tantas otras mujeres de la historia que no se atreven a salir del armario, Cather era una "persona privada" que disfrutaba de la reclusión y destruyó muchos de sus antiguos borradores y cartas antes de su muerte.
Lillian Fadermen, en Surpassing the Love of Men, indicó que los protagonistas masculinos de Cather eran "sospechosamente autobiográficos" y que, debido al estigma en torno a la homosexualidad en el que creció Cather, "tal vez sintió la necesidad de ser más reticente sobre el amor entre mujeres que incluso algunos de sus contemporáneos patentemente heterosexuales, porque llevaba una carga de culpa por lo que llegó a ser etiquetado como perversión".
Falleció el 24 de abril de 1947 en la ciudad de Nueva York.

## Reconocimientos
En 1923 ganó el Premio Pulitzer por su novela Uno de los nuestros, que estaba ambientada en la Primera Guerra Mundial.
En el año 2000 el asteroide (14969) Willacather fue nombrado así en su honor.

## Obra

### Novelas
- Alexander's Bridge (1912), El puente de Alejandro.
- O Pioneers! (1913). Tr.:  Los colonos, Caralt Editores, 1956, ISBN 978-84-217-2359-3; y Pioneros por Alba Editorial, 2001, traducción de Gema Moral Bartolomé, ISBN 978-84-8428-099-6. Ha sido adaptada como película para la televisión en 1992.
- The Song of the Lark (1915). Tr.: El canto de la alondra,  Editorial Pre-Textos, 2001, traducción de Eva Rodríguez-Halffter, ISBN 978-84-8191-386-6.
- My Ántonia (1918). Tr.: Mi Ántonia, Alba Editorial, 2002, ISBN 978-84-8428-013-2 y Mi Ántonia, Nuevas Ediciones de Bolsillo, 2003, ISBN 978-84-9793-153-3, traducción de Gema Moral Bartolomé. Ha sido adaptada como película para la televisión en 1995 por el director Joseph Sargent.
- One of Ours (Uno de los nuestros, 1922). Ganó el Premio Pulitzer de Ficción.
- A Lost Lady (1923), novela corta. Tr.: Una dama perdida, Buenos Aires, Centro Ed América Latina, 1977, y Una dama extraviada, Alba Editorial, 2008, ISBN 978-84-8428-395-9.
- The Professor's House (1925). Tr.: La casa del profesor Plaza & Janés, 1963.
- My Mortal Enemy (1926), novela corta. Tr.: Mi enemigo mortal, Alba Editorial, 1999, traducción de Gema Moral Bartolomé, ISBN 978-84-89846-95-1
- Death Comes for the Archbishop (1927). Tr.: La muerte llama al arzobispo, Ediciones Cátedra, 2000, ISBN 978-84-376-1793-0
- Shadows on the Rock (1931). Sombras en la roca, Ediciones Traspiés, 2019, traducción de M.A. Martínez-Cabeza, ISBN 978-84-947358-8-2.
- Lucy Gayheart (1935). Tr.: Lucy Gayheart, Alba Editorial, 2008. ISBN 978-84-8428-417-8
- Sapphira and the Slave Girl (1940).

### Colecciones
- April Twilights («Crepúsculos de abril», poesía) 1903
- The Troll Garden («El jardín de los Troll», cuentos) 1905
- Youth and the Bright Medusa («La juventud y la brillante Medusa», cuentos) 1920
- Obscure Destinies («Destinos oscuros», tres cuentos) 1932
- The Old Beauty («La vieja belleza», tres cuentos) 1948

- En inglés, existen colecciones recientes de las primeras historias de Willa Cather, que originariamente se publicaron en periódicos y revistas.[8][9]

- En España, hay un amplio volumen: Los libros de cuentos, que recoge 18 de sus relatos en traducción de Olivia de Miguel Crespo, Alba Editorial, 2006, ISBN 978-84-8428-289-1. Además, Tommy, the Unsentimental («Tommy, una persona nada sentimental»), cuento aparecido en la revista Home Monthly (agosto de 1896), se ha publicado, con nota biográfica, en la antología Cuando se abrió la puerta. Cuentos de la Nueva Mujer (1882-1914), Alba Editorial, Clásica maior, 2008, ISBN 978-84-8428-418-5.

### Ensayos
- The Life of Mary Baker G. Eddy and the History of Christian Science («La vida de Mary Baker G. Eddy y la Historia de la Ciencia cristiana», con Georgine Milmine, 1909) (reed. por U Nebraska Press, 1993)
- On Writing («Sobre la escritura», 1949) (reed. por Uiversity of Nebraska Press, 1988)
- Not Under Forty (artículos) 1936. Tr.: Para mayores de cuarenta, Alba Editoria, 2002.

## Vida personal y orientación sexual

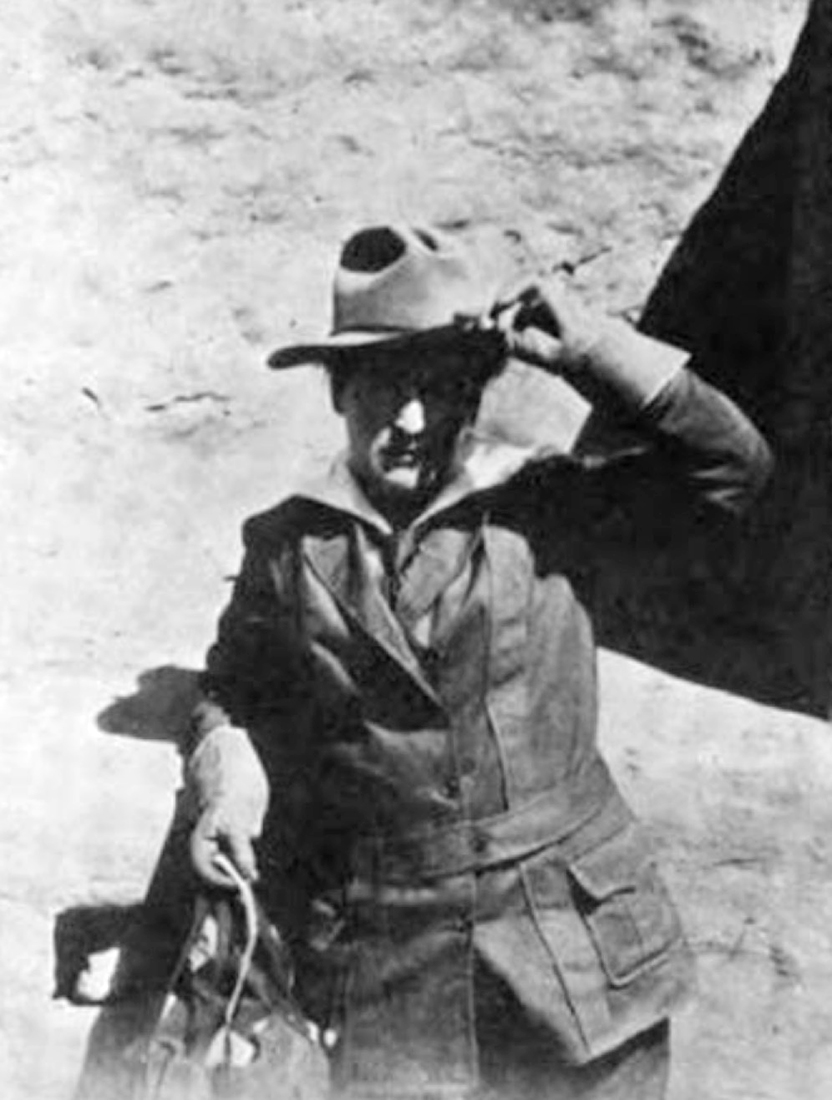
Willa Cather in the Mesa Verde wilds, c. 1915

Los expertos no se ponen de acuerdo sobre la identidad sexual de Cather. Algunas personas creen que es imposible determinar si sentía atracción por las mujeres, mientras que otros consideran que sí era lesbiana. La investigadora Deborah Carlin sugiere que la negación de que Cather fuera lesbiana tiene su origen en la consideración de la atracción por personas del mismo sexo "como un insulto hacia Cather y a su reputación", y no en una perspectiva histórica neutral. Melissa Homestead considera que Cather se sintió atraída hacia Edith Lewis, y al hacerlo, se pregunta: "¿Qué tipo de pruebas se necesitan para establecer que se trataba de una relación lésbica? ¿Fotografías de ambas juntas en la cama? Ella era una parte fundamental de la vida de Cather, creativa y personalmente." Más allá de sus relaciones con otras mujeres, la relación de Cather con los hombres se ha utilizado también para demostrar que era lesbiana.
En todo caso, durante su vida adulta, las relaciones más estrechas de Cather lo fueron siempre con mujeres. Entre estas, cabe citar a su compañera de la universidad Louise Pound; a la socialista de Pittsburgh Isabelle McClung, con la que Cather viajó por Europa y en cuya casa en Toronto pasó largos periodos de tiempo; a la cantante de ópera Olive Fremstad; y, especialmente, a la editora Edith Lewis, con quien vivió Cather los últimos 39 años de su vida.
La relación de Cather con Lewis comenzó a principios del siglo XX. Vivieron juntas en una serie de apartamentos en la ciudad de Nueva York desde 1908 hasta la muerte de Cather en 1947. Entre 1913 a 1927, Cather y Lewis vivieron en el número 5 de Bank Street, en Greenwich Village. Se mudaron cuando se programó la demolición del apartamento durante la construcción de la línea de metro Broadway–Seventh Avenue New York City Subway (ahora los trenes 1, 2 y 3). Lewis fue nombrada como fideicomisaria de la herencia de Cather, y no fue una simple secretaria de Cather sino una parte integral del proceso creativo de Cather.
A partir de 1922, Cather pasó los veranos en la isla de Grand Manan, en Nueva Brunswick, donde compró una casa de campo en Whale Cove, en la bahía de Fundy. Aquí es donde se desarrolla su cuento "Before Breakfast". Valoraba el aislamiento de la isla, y no le importaba que su cabaña no tuviera ni tuberías ni electricidad. Si alguien quería localizarla tenía que hacerlo a través del telégrafo o del correo. En 1940, dejó de visitar Grand Manan tras la incorporación de Canadá a la Segunda Guerra Mundial, puesto que viajar resultaba considerablemente más difícil; además, en 1942 comenzó una larga recuperación de una operación de vesícula biliar que restringió su movilidad.
Cather, que era una persona decididamente privada, destruyó muchos borradores, documentos personales y cartas, y pidió a otros que hicieran lo mismo. Aunque algunas personas cumplieron con sus deseos, otras no lo hicieron. Su testamento limitaba la posibilidad para los académicos de citar sus documentos personales que seguían existiendo. Pero en abril de 2013, se publiaron The Selected Letters of Willa Cather—una colección de 566 cartas que Cather escribió a amigas, familia y conocidos del mundo de la literatura tales como Thornton Wilder y F. Scott Fitzgerald—, dos años después de la muerte del sobrino de Cather y segundo albacea de su testamento, Charles Cather. La correspondencia de Willa Cather rebela la complejidad de su carácter y de su mundo interior. Las cartas no rebelan detalles íntimos sobre la vida personal de Cather, pero "deja claro que su principal vínculo emocional lo tuvo con las mujeres." El Willa Cather Archive de la Universidad de Nebraska–Lincoln está digitalizando toda su obra escrita, incluyendo su correspondencia privada y los trabajo publicados. Desde 2021, unas 2.100 cartas están disponibles al público, además de la transcripción de su obra publicada.